# Lygromma huberti
Espèce
Lygromma huberti est une espèce d'araignées aranéomorphes de la famille des Prodidomidae.

## Distribution
Cette espèce se rencontre au Venezuela en Aragua et au Carabobo et au Brésil en Amazonas,.

## Description
Les mâles mesurent de 1,98 à 2,59 mm.
La femelle décrite par Brescovit et Bonaldo en 1998 mesure 2,70 mm.

## Systématique et taxinomie
Cette espèce a été décrite par Platnick et Shadab en 1976.

## Étymologie
Cette espèce est nommée en l'honneur de Michel Hubert.

## Publication originale
- Platnick & Shadab, 1976 : « A revision of the spider genera Lygromma and Neozimiris (Araneae, Gnaphosidae). » American Museum novitates, no 2598, p. 1-23 (texte intégral).